# 오소마츠상
《오소마츠상》(일본어: おそ松さん)은 아카츠카 후지오가 그린 일본의 성인만화이다. 《오소마츠군》(일본어: おそ松くん)의 제3작이다.

## 개요
1988년에 애니메이션 오소마츠군 제 2작 방영이후, 2015년에는 등장인물들의 미래 모습을 다룬 애니메이션 제 3작이 27년만에 방영이 재개되었다. 등장인물들이 성인이 되었으니 제목도 오소마츠 상(오소마츠 씨)이 되었다.
제 3작은 27년전에 방영했던 작품을 이어가기 때문에 성우는 모두 교체되었지만 호화로운 성우 캐스팅과 제작진, 신세대 애니들을 따라잡는 개그들과 패러디로 얼마 방영이 되지 않았지만 엄청난 인기를 끌고 있다.
1화부터 세대 차이를 따라잡기 위해 15개 이상의 타 애니 작품을 패러디 하는 막장을 보여주기도 하며, 간간히 등장하는 욕설, 성인용 농담등 상당히 난잡한 재미를 가지고 있다.
매주 화요일 오전 01시 35분에 방영되며, 1쿨 완결 예정이었으나 일본 현지의 인기로 2쿨 방영이 결정되었다. 그리고 2016년 5월 28일부터 순차적으로 애니박스, 챔프TV, 애니원에서 제 3작인 오소마츠상을 《오소마츠 6쌍둥이》로 더빙하여 국내에서 방영하였다.
관람 등급은 청소년 관람불가이다. 

## 등장 인물
- 캐릭터 이름 및 성우표기는 일본/한국 순이다.

### 6형제
- 마츠노 오소마츠(松野 おそ松) / 마츠노가의 장남

성우 : 사쿠라이 타카히로/신용우
초등학교 6학년 멘탈 그대로 성장해버린 기적의 바보. 여섯 쌍둥이의 리더격으로 무슨 일이든 앞장서지만 계획성이라곤 전혀 없다. 적당적당하고 여러 가지로 난해한 성격. 6쌍둥이의 기준으로 동생들의 디자인은 여기다가 뭘 덮어씌운 것으로 생각하면 된다. 하지만 장남다운 면모도 없지 않아 있으며 그점은 가끔씩 볼 수 있다. 바보털은 2개 솟아나 있다.
이미지 컬러는 빨강.
- 마츠노 카라마츠(松野 カラ松) / 마츠노가의 차남

성우 : 나카무라 유이치/권창욱
여섯 쌍둥이 중에서는 참모 같은 존재... 라고 자신만 생각하고 있다. 기본적으로 쿨하며, 폼을 잡고 있지만 그와 다르게 여린 마음의 소유자,  하지만 결과적으로 폼은커녕 안쓰러워 보일 뿐이다(!?) 항상 자신만의 세계에 빠져 있다. 눈썹이 다른 형제들보다 두껍고 특이하게 서 있으며 이상한 선글라스와 자기 얼굴을 프린팅한 탱크톱, 펄이 든 바지 등 패션 감각이 엄청 나다. 하지만 이런성격 뒤에 형제들을 위하는 마음이 있다는것을 2쿨 2화에서 볼 수 있다.
바보털은 역시 2개 솟아나 있다.
이미지 컬러는 파랑.
- 마츠노 쵸로마츠(松野 チョロ松) / 마츠노가의 삼남

성우 : 카미야 히로시/이호산
여섯 쌍둥이 중 상식적이고 츳코미(태클)를 담당하고 있다. 취직활동과 동정을 일삼은 행동 때문에 다른 형제들에게 종종 농락당하기도 한다. 그런 포지션니트라는 사실에 위기감을 품고 있다. 세모입이다. 여섯 쌍둥이 중 가장 동공이 작기도 하다.유일하게 바보털이 솟아나 있지 않다. 바보털이 없는 이유는 결벽증이 있어서 눈에 띄지 않게 다듬고 있기 때문이라는 이야기가 있다.
"하시모토 냐"라는 지하아이돌을 좋아한다.
이미지 컬러는 초록.
- 마츠노 이치마츠(松野 一松) / 마츠노가의 사남

성우 : 후쿠야마 쥰/황창영
마이페이스에 냉소적, 빈정거리기 좋아하는 성격. 하지만 의외로 유리멘탈이다. 형제들이 보케+츳코미 합동전선을 펼치는 꼴을 거들떠보지도 않고 태연하게 독설을 내뱉는다. 친구가 없어서 고양이와 친구가 되었다. 하지만 자기가 친구가 없다는 건 인정하지 않는다. 머리가 부스스하고 츄리닝 바지를 입고 다닌다. 고양이의 먹이를 매우매우 아끼며 고양이에 관한 사소한 것이라도 흥분한다. 카라마츠의 옷을 입었을 때(1쿨16화) 고양이의 멸치를 오소마츠가 먹자 상당히 화난 표정을 보였다. 다른 형제들과 같이 바보털이 2개 솟아나있다.
이미지 컬러는 보라.
- 마츠노 쥬시마츠(松野 十四松) / 마츠노가의 오남

성우 : 오노 다이스케/최승훈
여섯 쌍둥이의 기상천외한 말과 행동으로 뭘 생각하는지 알 수 없는 핵탄두. 분위기는 절대 읽지 않으며 자유분방하다. 비정상적으로 밝고 비정상적으로 바보. 야구를 좋아하며 항상 웃고있으며 눈에 초점이 없고 (그러나 진지할 때는 초점이 생긴다), 옷소매를 길게 늘어뜨리고 다니며 바보털이 1개 솟아있다. 이 바보털은 자유적으로 숨길수 있으며, 입을 벌리며 웃는것도 자제할 수 있다. 항상 밝게 토도마츠에게 TO★TTI(톳티)라고 부른다. 힘이 센데, 이치마츠를 야구 배트에 묶고 전혀 힘들어 하지 않는 표정으로 휘두를 정도이다.
이미지 컬러는 노랑.
- 마츠노 토도마츠(松野 トド松) / 마츠노가의 막내

성우 : 이리노 미유/김혜성
부양가족 선발 면접에서 면접을 포기하겠다고 선언해 한 수 위의 아들을 어필하며 첫번째로 합격한 처세술 달인. 형제들과는 달리 쵸로마츠와 같이 사회에서의 최하 계급층을 벗어나려 애쓴다. 은근히 형제들을 깔보는 경향이 있으며, 어리광을 잘 부리고 귀여움 컨셉을 잊지 않는다. 톳티라는 별명이있으며 톳티만의 눈을 부릅뜨고 입술을 깨물고 있는 특유의 표정을 지을 수 있다. 바보털은 2개 솟아나 있다.
이미지 컬러는 분홍.(분홍색 티에 갈초록 배닉을 가끔 쓴다.)

### 그 외 조연
- 이야미(イヤミ)

성우 : 스즈무라 켄이치/전태열
이야미는 오소마츠와 그의 형제들을 꼬셔서 이상한 일을하게 만드는 사람이다.앞니 3개는 '이야메탈'이라는 물질로 지구상에서 발견된 가장 단단한 물질이라 한다. 이 '이야메탈'은 대패 시스템으로 계속 나온다.
- 치비타(チビ太)

성우 : 코쿠류 사치/송하림
어릴적부터 어묵을 남다르게 좋아하여, 어른이 되어서도 어묵 포장마차를 차린다. 매일 어묵값을 외상 달라고 외치는 6쌍둥이 때문에 골치가 아프다. 최근엔 마츠노 카라마츠까지 집안으로 받아들인다.
- 하타보(ハタ坊)

성우 : 사이토 모모코/장미
머리 위에 작은 일장기가 꽂혀있다. 일본에서 가장 큰 타워의 소유자이며, 이 회사에 입사하려면 오직 후장이나 머리에 일장기를 꽃아야 한다.
- 데카판(デカパン)

성우 : 우에다 요우지/안효민
큰 파란색 스트라이프 바지만 입고 다니며, 가끔 연구복으로 하얀 가운을 입고 다니기도 한다. '호에'란 말을 자주 사용하며 어미에 '다스'를 붙이고 다닌다. 중요한 일이 있을 때는 이 '호에'나 '다스'를 뗀다.
- 다용(ダヨーン)

성우 : 토비타 노부오/심규혁
입이 얼굴보다 비정상적으로 넓으며, 스프링 모양의 콧수염과 5:5 가르마를 항시 하고 다닌다. 말 어미에 '다용'을 붙이고, 중요한 일이 있을 때는 어미에 '다용'을 뗀다.
- 요와이 토토코(弱井 トト子)

성우 : 엔도 아야/장예나
이 만화의 유일한 히로인이며, 6형제의 짝사랑이자 지하 가수이다. 아이돌을 하는 이유는 단지 다른사람들에게  떠받들어지고 싶은 것때문에 아이돌을 하지만, 다른사람들에게는 '부모님의 생선가게를 홍보하기 위해서'라는 말로 포장한다.
- 마츠조(松造) / 6형제의 아버지

성우 : 이노우에 카즈히코/이기성(1기)→이창민(2기)
전형적인 일본의 50대 가장이다. 부인인 마츠요와 자주 부딪히며, 자주 부부싸움을 크게 벌인다.
- 마츠요(松代) / 6형제의 어머니

성우 : 쿠지라/이미나
자식들을 부를 때 언제나 "니트들아!"라며 부른다. 아들들이 무직임에도 불구, 그들을 니트들이라고 부르면서도 여전히 모든 쌍둥이들에게 공평한 사랑을 주시는 어머니라고. (여섯쌍둥이의 젓꼭지를 잘라버린적이있다)
- 에스퍼 냥코(エスパーニャンコ) / 이치마츠의 고양이 친구

성우 : 오오카와 토오루/김민주
이치마츠의 고양이지만, 이치마츠가 친구가 없어 외로워 하는 것을 본 쥬시마츠의 부탁으로 만들어진 '인간의 마음을 읽을 수 있는 고양이'이다. 그리고 약물 부작용으로 인류의 언어를 구사할 수 있게된다. 하지만 눈치없어 아무때나 속마음을 말해버려서, 사람들의 미움을 산다.
- 히지리사와 쇼노스케(聖澤 庄之助)

성우 : 우에다 요우지/박요한
쥬시마츠가 아껴하는 사람이며, 6쌍둥이보다 더욱 대단한 무려 '17 쌍둥이'의 장남이다. 6쌍둥이와 관련이 없는것 같지만 은근히 붙어다닌다.
- 토토코의 부모(トト子の両親)

성우(아버지): 토네 켄타로/박요한
성우(어머니): 사이토 키미코/곽규미
생선가게를 운영중이며, 하나밖에 없는 딸에게 극진한 대접을 해준다. 생선가게는 형편이 좋은지 아버지의 자동차는 벤츠라고 알려져 있다.
- 꽃의 정령(花の精) , 도부스(ドブス)

성우 : 와쿠이 유우&사이토 키미코/김새해&김나율
치비타가 죽어가던 꽃을 살려주어 생겨난 꽃으로 정령이다. 하지만 꽃의 정령인것을 간과한 채 놀기만 하다 꽃이 시들어 죽어버리자 동시에 '꽃의 정령'도 죽어버린다.

### 오리지널 단역 캐릭터
- 아이다(アイダ) , 사치코(サチコ)

성우 : 엔도 아야, 사이토 모모코 / 장예나, 윤은서
토도마츠가 일했던 '스타버'의 직원이다.
- 하시모토 냐(橋本にゃー) / 고양이 컨셉의 지하 아이돌

성우 : 야마시타 나나미/장미
쵸로마츠가 좋아하는 여 아이돌이다.
- 직쏘 (じぐ蔵)

성우 : 타카기 와타루/김현욱
학창시절 카라마츠가 연극 부 임원이던 시절 때 토도마츠의 부탁으로 대본에 새똥을 발라 6쌍둥이에게 원한을 품은 저주의 인간이다.
- 프레지던트 (プレジデント)

성우 : 토네 켄타로/권창욱
미국의 대통령이다. 하타보에게 쓸데없는 정보를 얻어 5억달러를 지급한다.
- 프랑스 대통령 (フランス大統領)

성우 : 호리우치 켄유/박요한
프랑스 대통령이자, 이야미에게 속아넘어간 사람중 한 명이다.
- 카노죠(彼女) / 쥬시마츠의 여자친구

성우 : 쿠와시마 호우코/이새아
쥬시마츠를 사랑했던 사람이다. 부득이하게 시골로 내려가게 되어 쥬시마츠와 헤어진다.
- 이야요(イヤ代) , 치비미(チビ美) / 데카판 약의 효과로 여자가 된 이야미와 치비타

성우(이야요): 타카하시 치아키/박신희
성우(치비미): 노나카 아이/송하림
데카판이 제조한 약의 효과로 여자가 된 이야미와 치비타이다. 귀엽고 섹시한 이미지로 6쌍둥이의 자산을 탈탈 털지만, 약효가 떨어져 맹수 우리에 갇힌다.
- 사네마츠(実松)

성우 : 오노 다이스케/최승훈
14화에 나왔던 단역으로, 또다른 6쌍둥이의 장남이지만, 사실은 나머지 형제들을 자아적으로 만들어 낸 것이다.
- 카미마츠(神松) , 아쿠마츠(悪松)

성우 : 노지마 켄지&스기타 토모카즈/강호철&이기성
6형제의 사람으로서 좋은 부분이 흘러나와 응축되어 만들어진 7번째 형제. 하지만 8번째 형제인 '아쿠마츠'에 인하여 죽어버린다.
- 미팅의 신 (合コンの神様)

성우 : 오오츠카 호우츄
- 아츠시(あつし)

성우 : 토네 켄타로/박요한
- 사범 , 샤오링 (師範代、シャオリン)

성우 : 시바타 히데카츠&쿠기미야 리에/박서진&윤은서
- 다용족 , 다용 소녀 (ダヨーン族、娘ダヨーン)

성우 : 토비타 노부오&엔도 아야/심규혁&곽규미
- 석유왕 (石油王)

성우 : 카와시마 토쿠요시/안효민

## 스태프

### 일본 방영작
- 원작 : 아카츠카 후지오 (赤塚不二夫)
- 감독 : 후지타 요이치 (藤田陽一)
- 캐릭터 디자인 : 아사노 나오유키 (浅野直之)
- 시리즈구성 : 마츠바라 슈 (松原秀)
- 미술감독 : 타무라 세이키 (田村せいき)
- 색채설계 : 카키타 유키코 (垣田由紀子)
- 촬영감독 : 후쿠시 토오루 (福士享)
- 편집 : 사카모토 쿠미코 (坂本久美子)
- 음악 : 하시모토 유카리 (橋本由香利)
- 음악제작 : 에이벡스 픽쳐스 (エイベックス・ピクチャーズ)
- 음향감독 : 키쿠타 히로미 (菊田浩巳)
- 음향제작 : 라쿠온샤 (楽音舎)
- 애니메이션 제작 : 스튜디오 피에로 (株式会社ぴえろ)

### 우리말 제작
- 기획 : 심상백
- 연출 : 최옥주
- 조연출 : 송하나
- 번역 : 이선희, 이근정
- 녹음/믹싱 : 엄윤영
- 종합편집 : 신 선
- 타이틀 : 최예지
- 편성 : 신지연, 오경석, 정헌식, 김은정
- 운행 : 김소망, 김인경, 박예향
- OAP : 배정민, 김효정, 박찬경
- 수입/배급 : 송경아, 신두섭, 허조영, 신찬양, 홍준범

## 주제가
- 제1쿨 - 오프닝

A応P - 「はなまるぴっぴはよいこだけ」 (참 잘했어요 뱃지는 착한 아이에게만)
작곡 · 편곡 : 96, 작사 : 아사키
2015년 11월 11일 발매.
카탈로그 넘버 : XQMQ-1004
- 제1쿨 - 엔딩

「SIX SAME FACES ～今夜は最高!!!!!!～」 (SIX SAME FACES ～오늘 밤은 최고!!!!!!～)
작사 · 작곡 · 편곡 : TECHNOBOYS PULCRAFT GREEN-FUND
노래 : 이야미 feat.오소마츠 x 카라마츠 x 쵸로마츠 x 이치마츠 x 쥬시마츠 x 토도마츠
2015년 12월 16일 발매.
카탈로그 넘버 : EYCA-10731
- 제2쿨 - 오프닝

A応P - 「全力バタンキュー」 (전력 꽈당큐―)
작사 · 작곡 : 이케나미 안쥬, 편곡 : 이케나미 안쥬, 아리키 타츠로
2016년 2월 10일 발매.
카탈로그 넘버 : XQMQ-1005
- 제2쿨 - 엔딩

「SIX SHAME FACES ～今夜も最高!!!!!!～」 (SIX SHAME FACES ～오늘 밤도 최고!!!!!! ~)
작사 · 작곡 · 편곡 : TECHNOBOYS PULCRAFT GREEN-FUND
노래 : 토토코 feat.오소마츠 x 카라마츠 x 쵸로마츠 x 이치마츠 x 쥬시마츠 x 토도마츠
2016년 3월 16일 발매.
2기 1쿨 오프닝 - 당신의 아슬아슬하고도 가까운 접근
2기 2쿨 오프닝 - 환상 윙크
3기 1쿨 오프닝 Nice to Neet You

3기 2쿨 오프닝: 여섯쌍둥이의 꿈은 나퓨타까지

## 방영 목록
| 화수            | 부제(원제/풀이) | 엔딩(ED) 파트   | 각본                                    | 그림 콘티                                 | 연출                              | 작화 감독 | 미술 설정                   | 미술            | 방영일          |
| --------------- | --- | --------------- | --------------------------------------- | ----------------------------------------- | --------------------------------- | --- | --------------------------- | --------------- | --------------- |
| 제1화           | 「復活！おそ松くん」 「부활! 오소마츠군」 | 오소마츠 type A | 마츠바라 슈                             | 후지타 요이치 야마모토 코우 혼다 야스유키 | 안도 타카시                       | 아사노 나오유키 누마타 쿠미코                                                                                   | 아키야마 켄타로             | 시마다 아키오   | 2015년 10월 5일 |
| 제2화           | 「デリバリーコント 本当は怖いイソップ童話」 「딜리버리 콩트 사실은 무서운 이솝우화」「就職しよう」 「취직하자」「おそ松の憂鬱」 「오소마츠의 우울」 | 쵸로마츠 type A | 마츠바라 슈                             | 하마나 타카유키 타가시라 시노부           | 타나카 토모야                     | 스즈키 칸지 | 아키야마 켄타로 시라이 시로 | 시마다 아키오   | 10월 12일       |
| 제3화           | 「こぼれ話集」 「뒷이야기 모음」 - 「宇宙」 「우주유영」 - 「OAW」(공중파) / 「OSO」(BS) - 「キラキラネーム」 「이색 이름」 - 「ほれいけ!DEKAPAN-MAN」 「자, 가라! 데카판맨!」 - 「パチンコ警察」 「파칭코 경찰」 - 「寝かせてください」 「좀 자게 해주세요」 - 「密漁」 「밀어」 - 「10月31日」 「10월 31일」 - 「銭湯クイズ」 「목욕탕 퀴즈」 | 쥬시마츠 type A | 마츠바라 슈                             | 오다카 요시노리                           | 오다카 요시노리                   | 마츠이 케이치로 하하사마타 마사토시                                                                             | 사토 마사히로               | 반도 히로미     | 10월 19일       |
| 제4화           | 「自立しよう」 「자립하자」「トト子なのだ」 「토토코인 거다」「デリバリーコント 本当は悲しい赤ずきんちゃん」 「딜리버리 콩트 사실은 슬픈 빨간모자 이야기」 | 쵸로마츠 type B | 마츠바라 슈                             | 타가시라 시노부                           | 가와나 카나                       | 오구라 노리코 사쿠라이 타쿠로                                                                                   | 타무라 세이키               | 마루야마 코우지 | 10월 26일       |
| 제5화           | 「カラ松事変」 「카라마츠 사변」「エスパーニャンコ」 「에스퍼 냥코」 | 카라마츠 type A | 마츠바라 슈                             | 사토 미츠토시                             | 사토 미츠토시                     | 야마모토 사와코 토미타 요시후미                                                                                 | 타무라 세이키               | 키타이 마리에   | 11월 2일        |
| 제6화           | 「おたんじょうび会ダジョー」 「생일 파티다아」「イヤミの大発見」 「이야미의 대발견」 | 이치마츠 type B | 요코테 미치코 오카다 사치우             | 마타노 히로미치 타카야나기 테츠시         | 마타노 히로미치 시마자키 나나코   | 코야마 토모히로 야마자키 노리요시 한승아 누마타 쿠미코                                                          | 사토 마사히로               | 반도 히로미     | 11월 9일        |
| 제7화           | 「トド松と5人の悪魔」 「토도마츠와 5인의 악마」「4個」 「4개」「北へ」 「북으로」「ダヨーン相談室」 「다요~옹 상담실」 | 토도마츠 type A | 마츠바라 슈                             | 나가야 세이치로 후지타 요이치             | 나가야 세이치로 세키야 마미코     | 오와다 요시히로 후지사와 켄이치 아비코 에이지                                                                   | 타무라 세이키               | 마루야마 코우지 | 11월 16일       |
| 제8화           | 「なごみのおそ松」 「안식의 오소마츠」 「トト子の夢」 「토토코의 꿈」 | 카라마츠 type B | 마츠바라 슈                             | 타가시라 시노부 카미야 쥰 후지타 요이치   | 오다카 요시노리                   | 마츠이 케이치로 마츠타케 토쿠유키 토미타 요시후미                                                               | 사토 마사히로               | 반도 히로미     | 11월 23일       |
| 제9화           | 「デリバリーコント 本当は気まずい鶴の恩返し」 「딜리버리 콩트 사실은 거북한 학의 은혜갚기」「チビ太とおでん」 「치비타와 어묵」「恋する十四松」 「사랑하는 쥬시마츠」 | 쥬시마츠 type B | 마츠바라 슈                             | 카미야 쥰 세키야 마미코                   | 오노 카즈토시 세키야 마미코       | 쿠보 사토시 츠카모토 아유무 스즈키 메구미 누마타 쿠미코 마츠이 케이치로                                         | 타무라 세이키               | 키타이 마리에   | 11월 30일       |
| 제10화          | 「イタいって何だ?」 「아프다는 게 뭐지?」「イヤミチビ太のレンタル彼女」 「이야미, 치비타의 렌탈 여친」 | 토도마츠 type B | 오카다 사치우 마츠바라 슈               | 히이로 유키나 후지타 요이치               | 히이로 유키나                     | 토미타 요시후미 아비코 에이지                                                                                   | 사토 마사히로               | 반도 히로미     | 12월 7일        |
| 제11화          | 「クリスマスおそ松さん」 「크리스마스 오소마츠씨」 - 「ブラックサンタ」 「블랙산타」 - 「逆ナン」 「역헌팅」 - 「The Perfect christmas」 - 「プレゼント交換」 「선물 교환」 - 「マッチ売りのイヤミ」 「성냥팔이 이야미」 - 「愛」 「사랑」 - 「十四松とサンタ」 「쥬시마츠와 산타」 - 「クリスマス飲み」 「크리스마스 음주」 - 「土下座」 「도게자」 - 「ダヨーン相談室」 「다요~옹 상담실」                                                                  | 이치마츠 type A | 마츠바라 슈                             | 카미야 쥰 세키야 마미코 후지타 요이치     | 이노카와 신타로                   | 스즈키 메구미 칸도 타마키 쿠보 사토시 한승아 후쿠요 마나미 야마모토 코우                                        | 사토 마사히로               | 반도 히로미     | 12월 14일       |
| 제12화 (총집편) | 「年末スペシャルさん」 「연말 스페셜씨」 | 오소마츠 type B | -                                       | -                                         | -                                 | - | -                           | -               | 12월 21일       |
| 제13화          | 「実松さん」 「사네마츠 씨」「じょし松さん」 「여자마츠 씨」「事故？」 「사고?」 | 오소마츠 type M | 마츠바라 슈 요코테 미치코               | 카미야 쥰 세키야 마미코 타카시라 시노부   | 오쿠노 히로유키                   | 누마타 쿠미코 스즈키 칸치 마츠이 케이치로                                                                       | 사토 마사히로               | 반도 히로미     | 2016년 1월 4일  |
| 제14화          | 「風邪ひいた」 「감기 걸렸다」「トド松のライン」 「토도마츠의 라인」「チョロ松先生」 「쵸로마츠 선생님」 | 토도마츠 type M | 마츠바라 슈 오카다 사치우               | 카미야 쥰 세키야 마미코 후지타 요이치     | 시마자키 나나코                   | 와다 카스미 오와다 요시히로 사토 아야코 후지사와 켄이치                                                         | 타무라 세이키               | 마루야마 코우지 | 1월 11일        |
| 제15화          | 「面接」 「면접」「じょし松さん」 「여자마츠씨」「チビ太の花のいのち」 「치비타의 꽃의 생명」 | 카라마츠 type M | 마츠바라 슈 요코테 미치코               | 나가야 세이치로                           | 나가야 세이치로                   | 타니구치 히로미 나카타니 아사미 와다 카스미 오바타 키미하루                                                     | 사토 마사히로               | 타무라 세이키   | 1월 18일        |
| 제16화          | 「松野松楠」 「마츠노 마츠쿠스」「一松事変」 「이치마츠 사변」 | 이치마츠 type M | 마츠바라 슈 요코테 미치코               | 이가라시 타츠야 시마자키 나나코           | 토미나가 츠네오                   | 사쿠라이 코노미 츠카모토 아유무 쿠보 사토시 타케우치 아키라 아오노 아츠시 스즈키 메구미 사토 아야코             | 사토 마사히로               | 반도 히로미     | 1월 25일        |
| 제17화          | 「十四松まつり」 「쥬시마츠 축제」 - 「十四松と爆弾」 「쥬시마츠와 폭탄」 - 「十四松と夜食」 「쥬시마츠와 야식」 - 「十四松とコミケ」 「쥬시마츠와 코미케」 - 「十四松と移動」 「쥬시마츠와 이동」 - 「十四松とヒミツ」 「쥬시마츠와 비밀」 - 「十四松と概念」 「쥬시마츠와 개념」 - 「十四松と手術」 「쥬시마츠와 수술」 - 「十四松と研究」 「쥬시마츠와 연구」 - 「十四松パン」 「쥬시마츠팬」 - 「十四松と薬」 「쥬시마츠와 약」 - 「十四松」 「쥬시마츠」 | 쥬시마츠 type M | 오카다 사치우 요코테 미치코             | 야마구치 히카루                           | 야마구치 히카루                   | 마츠이 켄이치로 오와다 요시히로 타카키 마호 야타베 토우코                                                       | 타무라 세이키               | 키타이 마리에   | 2월 1일         |
| 제18화          | 「じょし松さん」 「여자마츠 씨」「逆襲のイヤミ」 「역습의 이야미」 | 쵸로마츠 type M | 마츠바라 슈 요코테 미치코               | 타카야나기 테츠시                         | 세키야 마미코 후지사와 켄이치     | 아비코 에이지 스즈키 칸치 후지사와 켄이치                                                                       | 사토 마사히로               | 반도 히로미     | 2월 8일         |
| 제19화          | 「聖澤庄之助さん」 「히지리사와 쇼노스케 씨」「時代劇おそ松さん」 「시대극 오소마츠 씨」「じょし松さん」 「여자마츠 씨」「チョロ松ライジング」 「쵸로마츠 라이징」 | 쵸로마츠 type F | 마츠바라 슈 요코테 미치코               | 타가시라 시노부 카미야 쥰 시마자키 나나코 | 오노 아유무 토미나가 츠네오       | 와다 카스미 타케우치 아키라 오노 요코                                                                           | 타무라 세이키               | 이시키 미오     | 2월 15일        |
| 제20화          | 「教えてハタ坊」 「알려줘 하타보」「スクール松」 「스쿨마츠」「イヤミの学校」 「이야미의 학교」 | 카라마츠 type F | 마츠바라 슈 요코테 미치코 오카다 사치우 | 야마구치 히카루                           | 타나카 토모야                     | 오와다 요시히로 야마자키 노리요시                                                                               | 타무라 세이키               | 마루야마 코우지 | 2월 22일        |
| 제21화          | 「麻雀」 「마작」「神松」 「카미(신)마츠」 | 이치마츠 type F | 마츠바라 슈 요코테 미치코               | 와타다 신야 후루다 죠지                   | 토미나가 츠네오                   | 아오노 아츠시 타케우치 아키라 스즈키 메구미 츠카모토 아유무 오노 요코 마츠이 켄이치로                           | 사토 마사히로               | 반도 히로미     | 2월 29일        |
| 제22화          | 「希望の星、トド松」 「희망의 별, 토도마츠」「ファイナルシェー」 「파이널 셰」 | 토도마츠 type F | 마츠바라 슈 오카다 사치우               | 아카마츠 야스히로 하시모토 사부로         | 아카마츠 야스히로 오기와라 로코우 | 타카하시 나오키 오노 요코 한승아 마츠이 켄이치로                                                                | 타무라 세이키               | 키타이 마리에   | 3월 7일         |
| 제23화          | 「灯油」 「등유」「ダヨーン族」 「다용족」 | 쥬시마츠 type F | 마츠바라 슈                             | 카나모리 요코 타카야나기 테츠시           | 카나모리 요코 세키야 마미코       | 누마타 쿠미코 아사노 나오유키 사네후지 하루카 모토히로 카즈에 오와다 요시히로                                   | 타무라 세이키               | 이시키 미오     | 3월 14일        |
| 제24화          | 「トト子大あわて」 「토토코 대혼란」「手紙」 「편지」 | 오소마츠 type F | 마츠바라 슈 오카다 사치우               | 카미야 쥰 후루다 죠지                     | 시마자키 나나코                   | 와다 카스미 아비코 에이지 오노 요코                                                                             | 사토 마사히로               | 반도 히로미     | 3월 21일        |
| 제25화 (최종화) | 「おそまつさんでした」 「변변찮았습니다」 | type Final      | 마츠바라 슈                             | 나가야 세이치로 타카시라 시노부           | 오다카 요시노리 타나카 토모야     | 스즈키 칸치 마츠이 켄이치로 오와다 요시히로 누마타 쿠미코 사토 아야코 아비코 에이지 와다 카스미 아사노 나오유키 | 타무라 세이키               | 마루야마 코우지 | 3월 28일        |

### 쇼트 필름 릴리스
DVD&Blu-ray 수록 영상 특전 단편 에피소드.
- 애니메이션 제작 - 10GAUGE

| 화수 | 부제(원제/풀이)                              | 각본          | 출연                                 |
| ---- | -------------------------------------------- | ------------- | ------------------------------------ |
| #01  | 「しりとり」 「끝말잇기」                    | 우에노 키미코 | 쵸로마츠, 쥬시마츠                   |
| #02  | 「OSOMATSU BLASTER」                         | -             | 오소마츠, 쥬시마츠, 이야미           |
| #03  | 「カラ＆トド リズム」 「카라＆토도 리듬」    | -             | 카라마츠, 토도마츠                   |
| #04  | 「ロボ松さん」 「로봇마츠 씨」               | -             | 오소마츠, 쵸로마츠                   |
| #05  | 「雑談」 「잡담」                            | 우에노 키미코 | 카라마츠, 이치마츠                   |
| #06  | 「西武新宿線の旅」 「세이부신주쿠선의 여행」 | 우에노 키미코 | 토도마츠                             |
| #07  | 「ことばとおんがく」 「말과 음악」           | -             | 오소마츠, 쵸로마츠                   |
| #08  | 「オールシェーズ」 「올 셰―즈」              | -             | 오소마츠, 이치마츠, 쥬시마츠, 이야미 |

## BD / DVD
| 권수    | 발매일          | 수록 에피소드   | 초회판 특전 | 영상 특전 | 상품 사양                                       | 규격품번   | 규격품번   |
| 권수    | 발매일          | 수록 에피소드   | 초회판 특전 | 영상 특전 | 상품 사양                                       | BD         | DVD        |
| ------- | --------------- | --------------- | --- | --- | ----------------------------------------------- | ---------- | ---------- |
| 제1마츠 | 2016년 1월 29일 | 제2화 ~ 제3.5화 | * 2016년 5월 8일 스페셜 이벤트 「주간부」 우선 판매 신청권 봉입 * 라떼 아트 시트(전 6종) * 특제 소책자 외      | * 10월 16일 스페셜 상영 이벤트 「6쌍둥이 전원 집합! 토토코도 있어♪」 다이제스트 수록 * 쇼트 필름 시리즈 #01 「끝말잇기」 | 캐릭터 디자인 아사노 나오유키 씨 신작 일러 재킷 | EYXA-10740 | EYBA-10732 |
| 제2마츠 | 2월 26일        | 제4화 ~ 제6화   | * 2016년 5월 8일 스페셜 이벤트 「밤의 공연」 우선 판매 신청권 봉입 * 오리지널 스케줄 스티커 * 특제 소책자(12P) | * 방송 광고집 * 쇼트 필름 시리즈 #02 「OSOMATSU BLASTER」                                                                | 캐릭터 디자인 아사노 나오유키 씨 신작 일러 재킷 | EYXA-10741 | EYBA-10733 |
| 제3마츠 | 3월 25일        | 제7화 ~ 제9화   | * 취업 활동의 친구! 코튼 백 * 특제 소책자(12P)                                                                 | * 쇼트 필름 시리즈 #03 「카라&토도 리듬」 * 티저 PV * PV                                                                 | 캐릭터 디자인 아사노 나오유키 씨 신작 일러 재킷 | EYXA-10742 | EYBA-10734 |
| 제4마츠 | 4월 29일        | 제10화 ~ 제12화 | * 쓰렉마츠 균 예방 마스크 * 특제 소책자 외                                                                     | * 쇼트 필름 시리즈 #04 「로봇마츠 씨」 * 제12화 TV방송 부음성 코멘터리 * 논 크레딧 오프닝 * 논 크레딧 엔딩               | 캐릭터 디자인 아사노 나오유키 씨 신작 일러 재킷 | EYXA-10743 | EYBA-10735 |
| 제5마츠 | 5월 27일        | 제13화 ~ 제15화 | * 허슬 반창고 * 특제 소책자 외                                                                                 | * 쇼트 필름 시리즈 #05 「잡담」                                                                                          | 캐릭터 디자인 아사노 나오유키 씨 신작 일러 재킷 | EYXA-10744 | EYBA-10736 |
| 제6마츠 | 6월 24일        | 제16화 ~ 제18화 | * 포크♥비열톳티 스푼 * 특제 소책자 외                                                                          | * 쇼트 필름 시리즈 #06 「세이부신주쿠선의 여행」                                                                         | 캐릭터 디자인 아사노 나오유키 씨 신작 일러 재킷 | EYXA-10745 | EYBA-10737 |
| 제7마츠 | 7월 29일        | 제19화 ~ 제21화 | * 토토코의 초절 귀여운 런치크로스 * 특제 소책자 외                                                             | * 쇼트 필름 시리즈 #07 「말과 음악」                                                                                     | 캐릭터 디자인 아사노 나오유키 씨 신작 일러 재킷 | EYXA-10745 | EYBA-10737 |
| 제8마츠 | 8월 26일        | 제22화 ~ 제25화 | * 이야미의 뻐드렁니 칫솔 * 특제 소책자                                                                         | * 쇼트 필름 시리즈 #08 「올 셰―즈」                                                                                      | 캐릭터 디자인 아사노 나오유키 씨 신작 일러 재킷 | EYXA-10746 | EYBA-10738 |

## 드라마 CD
- 오소마츠상 여섯 쌍둥이의 직업체험 드라마츠CD 시리즈

| 권수 | 발매일          | 수록 등장 캐릭터             | 체험 직업           | 성우                                                                                  | 초회 특전                                            | 규격품번   |
| ---- | --------------- | ---------------------------- | ------------------- | ------------------------------------------------------------------------------------- | ---------------------------------------------------- | ---------- |
| 1    | 2016년 2월 24일 | 오소마츠&이치마츠            | 『점쟁이』          | 사쿠라이 타카히로&후쿠야마 쥰                                                         | * 신작 일러 재킷 * 명찰 (오소마츠) * 명찰 (이치마츠) | EYCA-10791 |
| 2    | 3월 23일        | 쵸로마츠&쥬시마츠            | 『바의 호스티스』   | 카미야 히로시&오노 다이스케                                                           | * 신작 일러 재킷 * 명찰 (쵸로마츠) * 명찰 (쥬시마츠) | EYCA-10792 |
| 3    | 4월 20일        | 오소마츠&쵸로마츠            | 『TV프로듀서』      | 사쿠라이 타카히로&카미야 히로시                                                       | * 신작 일러 재킷 * 명찰 (오소마츠) * 명찰 (쵸로마츠) | EYCA-10793 |
| 4    | 5월 25일        | 카라마츠&이치마츠            | 『변호사』          | 나카무라 유이치&후쿠야마 쥰                                                           | * 신작 일러 재킷 * 명찰 (카라마츠) * 명찰 (이치마츠) | EYCA-10794 |
| 5    | 6월 22일        | 쥬시마츠&토도마츠            | 『경찰관』          | 오노 다이스케&이리노 미유                                                             | * 신작 일러 재킷 * 명찰 (쥬시마츠) * 명찰 (토도마츠) | EYCA-10795 |
| 6    | 7월 27일        | 카라마츠&토도마츠 with토토코 | 『호스트 클럽』     | 나카무라 유이치&이리노 미유 with엔도 아야                                             | * 신작 일러 재킷 * 명찰 (카라마츠) * 명찰 (토도마츠) | EYCA-10796 |
| 7    | 8월 24일        | 여섯 쌍둥이 전원             | 『업무 알라카르트』 | 사쿠라이 타카히로 나카무라 유이치 카미야 히로시 후쿠야마 쥰 오노 다이스케 이리노 미유 | -                                                    | EYCA-10797 |

## 웹라디오
- 『TV애니메이션 「오소마츠상」 웹라디오 셰ー웨이브 오소마츠 스테이션』의 제목으로 2015년 10월 5일부터 애니메이션 공식 사이트, 애니메이트 TV에서 매월 2회 월요일에 전송하고 있다.

퍼스널리티는 스즈무라 켄이치 (이야미 역).
| 횟수   | 전송날짜         | 게스트/성우(역의 캐릭터)                          |
| ------ | ---------------- | ------------------------------------------------- |
| 제1회  | 2015년 10월 26일 | 사쿠라이 타카히로 (오소마츠 역)                   |
| 제2회  | 11월 16일        | 엔도 아야 (토토코 역)                             |
| 제3회  | 11월 30일        | 나카무라 유이치 (카라마츠 역)                     |
| 제4회  | 12월 14일        | 사이토 모모코 (하타보 역)                         |
| 제5회  | 12월 28일        | 이리노 미유 (토도마츠 역)                         |
| 제6회  | 2016년 1월 11일  | 스즈무라 켄이치 (이야미 역)                       |
| 제7회  | 1월 25일         | 우에다 요우지 (데카판 역)                         |
| 제8회  | 2월 8일          | 카미야 히로시 (쵸로마츠 역)                       |
| 제9회  | 2월 22일         | 토비타 노부오 (다용 역)                           |
| 제10회 | 3월 7일          | 오노 다이스케 (쥬시마츠 역)                       |
| 제11회 | 3월 21일         | 후쿠야마 쥰 (이치마츠 역)                         |
| 제12회 | 4월 4일          | 코쿠류 사치 (치비타 역) 사이토 모모코 (하타보 역) |
| 제13회 | 4월 18일         | 사쿠라이 타카히로 (오소마츠 역)                   |

## 만화
- TV애니메이션 오소마츠상, 슈에이샤 여성 만화 잡지 「월간 YOU」에서 2016년 2월호로 시타라 마사코의 오리지널 스토리 만화 연재.[11]

#### 단행본
- 원작・원안 등 : 아카츠카 후지오
- 저자 : 시타라 마사코
- 감수 : 오소마츠상 제작위원회

| 1 | 오소마츠상 1권 | 유일무이한 파괴적 6쌍둥이 니트 개그! 옛것이 좋은 쇼와 시대를 석권한 전설의 개그 「오소마츠 군」 그 6쌍둥이가 은밀하게 성장을 이루고 돌아왔다!                            | 5월 25일 |
| 1 | 오소마츠상 2권 | 점점 치열 해지는 6쌍둥이 월드! 6쌍둥이의 여자 파워가 작렬하는 「여자마츠 씨」 와 압도적 꽃미남으로 군림하는 「F6」 등, 「오소마츠 씨」의 세계가 더욱더 전개되는 제 2 권! | 9월 23일 |

## 게임
- 「오소마츠 니트아일랜드」
- 「오소마츠 씨의 비상금 전쟁 ~니트의 공방~」

타워 디펜스 계열 게임으로 출시된 스마트 폰용 게임 앱이다. App Store, Google Play에서 배부될 예정이며, 애니메이션 공식 사이트에서는 사전 등록자 수에 따른 보수 배포의 캠페인을 진행 중이다.
- 오소마츠 씨의 블랙 공장 / 토토코 조공대 / 오시마츠 퀴즈 배틀

브라우저 게임으로, 2월 이후 yahoo 게임 등으로 순차적으로 서비스 개시 예정.
- 퍼즐마츠 씨 / 마츠노 가 부양가족 선발회장 / 오소마츠 씨 엉망진창 파티

3~4월에 배포 예정인 스마트 폰용 게임 앱. App Store, Google Play에서 배부 될 예정. 차례대로 퍼즐 게임, 방치육성계 게임, 미니게임 모음.
- 「오소마츠상 ～The Game～」(가칭)

2016년 1월 18일 여성용 게임 브랜드 · 오토 메이트에서 게임화 계획이 발표되어 있다. 2017년 3월 23일 발매 예정이며, 게임 내용은 같지만, 특전 내용이 다른 8가지 버전이 준비되어있다. 한정판 예약도 진행 중이며, 예약 페이지는 이쪽에서 확인.

## 그 외
- 2015년 10월 1일, 일본 후생노동성의 최저임금 홍보모델로 선정되었다.[13][14] 계발 포스터에서는 「셰ー」의 포즈로 이야미와 다양한 직업을 맡은 여섯 쌍둥이(오소마츠는 직장인, 카라마츠는 비계공, 쵸로마츠는 미용사, 이치마츠는 토공, 쥬시마츠는 조리사, 토도마츠는 보육사)가 그려져 있다.

### 인용 및 출처
1. ↑  “「오소마츠군」 또다시 애니메화되어 올해 2015년 가을에 방송. 이번에는 오소마츠군이 성장한 「오소마츠씨」”. 赤塚不二夫生誕80周年を記念し、TVアニメ「おそ松さん」放送決定！伝説のギャグ漫画「おそ松くん」の未来を描きます。6つ子のティザービジュアルも解禁！→아카즈카 후지오 탄생 80주년을 기념하여 TV 애니메이션 「오소마츠상」 방송 결정! 전설의 개그 만화 「오소마츠군」의 미래를 그립니다. 여섯 쌍둥이의 티저 비주얼도 해금!
2. ↑  “TV 애니메이션 「오소마츠상」의 제 2쿨 방송 확정”. TVアニメ「おそ松さん」の第2クール放送が決定致しました！2016年1月からも引き続き、テレビ東京ほかにて放送予定です。今後も「おそ松さん」の応援をよろしくお願い致します♪→TV 애니메이션「오소마츠상」의 제 2쿨 방송이 결정되었습니다! 2016년 1월부터 계속 TV도쿄 외에서 방송 될 예정입니다. 향후도 「오소마츠상」의 응원을 잘 부탁 드립니다♪
3. ↑  “블루레이&DVD 패키지 「오소마츠상」의 제1화 수록내용 변경안내”. 〇Blu-ray&DVDパッケージ『おそ松さん』 第一松  収録内容変更のお知らせ
1月29日に発売予定の『おそ松さん』第一松に収録予定の第1話「復活！おそ松くん」を
製作委員会の判断により、未収録とさせていただく事になりました。また、変更後の収録内容は、下記の通りとなります。＊完全新作アニメーション, ＊第2話, ＊第3話。→〇Blu-ray&DVD 패키지 「오소마츠상」의 제1화 수록내용 변경의 알림. 1월 29일 발매 예정인 「오소마츠상」 제1마츠에 수록예정이었던 제1화 「부활! 오소마츠군」 을 제작위원회의 판단에 의해, 미수록하게 되었습니다. 또, 변경후의 수록내용은 아래와 같습니다. ＊완전 신작 애니메이션, ＊제2화, ＊제3화. |인용문=에 라인 피드 문자가 있음(위치 42) (도움말)
4. ↑  영화  직소 (쏘우)를 패러디한 「O A W」 타이틀을 「O S O」 로 수정
5. ↑  파문을 일으킨 「오소마츠 상」 수정 이유는 '원작에 실례'라고 판단
6. ↑  영화 매드 맥스(마-도·막쿠스) 패러디
7. ↑  오소마츠 씨였습니다
8. ↑  “「오소마츠상」 블루레이&DVD 및 전달에 관한, 오소마츠상 제작위원회의 판단으로 다시 일부 변경 안내”. 2015년 11월 20일에 원본 문서에서 보존된 문서. 2015년 11월 20일에 확인함.
9. ↑  제3화 「뒷이야기 모음」 에 실린 날아라 호빵맨을 패러디한 「자, 가라! 데카판맨!」이 원작의 대한 실례라며 TV도쿄 사장이 직접 사죄하는 희대의 사태가 일어난적이 있다. 그 때문인지 「자, 가라! 데카판맨!」 내용을 제작위원회의 판단의 따라 블루레이와 DVD에서는 편집, 「리얼마츠(リアル松)」 에피소드를 수록
10. ↑  제3.5화 완전 신작애니메이션으로, 본편에서 삭제된 「마츠즙」 과 「동정 히어로」 에피소드 수록
11. ↑  여성 만화 잡지 『 YOU 』에서 TV애니메이션의 오소마츠상과는 다른 오리지널 스토리로 연재가 될 것 MANTAN WEB 2015년 12월 14일
12. ↑  “대 인기 TV애니메이션 「오소마츠상」의 게임화에 대해서”. 아이디어 팩토리. 2016년 1월 18일. 2016년 2월 8일에 확인함.
13. ↑  “뉴스 「오소마츠씨」 가 후생 노동성의 최저 임금 주지의 캐릭터로 결정!”. 오소마츠상 공식 사이트. 2015년 10월 26일에 확인함.
14. ↑  “「꼭 체크! 최저임금」 사용자도 근로자도”. PR TIMES 후생 노동성의 프레스 릴리스 근로자도 (2015년 10월 1일). 2015년 10월 26일에 확인함.